# Bodo Dettke
Bodo Heinz Horst Dettke (* 27. Februar 1967 in Rove–Lengakiki, Honiara) ist ein Politiker der Salomonen, der  unter anderem seit 2010 Mitglied des Nationalparlaments ist und mehrmals Minister war.

## Leben
Bodo Heinz Horst Dettke besuchte die Woodford International School in Honiara und absolvierte Studien in Australien. Er war als selbständiger Unternehmer und Direktor von ITA Hardware Limited tätig. Bei der Wahl am 4. August 2010 wurde er erstmals zum Mitglied des Nationalparlaments gewählt und vertritt in diesem nach seinen Wiederwahlen am 19. August 2014 und 3. April 2019 den Wahlkreis North West Guadalcanal.
Am 27. August 2010 übernahm Dettke im Kabinett von Premierminister Danny Philip zunächst das Amt als Minister für Forstwirtschaft und Forschung (Minister of Forestry and Research) und bekleidete dieses bis zum 7. Dezember 2010. Nach einer Kabinettsumbildung fungierte er vom 7. Dezember 2010 bis am 26. Januar 2011 noch als Minister für Fischerei und Meeresressourcen (Minister of Fisheries & Marine Resources). Nach seinem Ausscheiden aus der Regierung war er im Nationalparlament vom 21. Juni 2011 bis am 8. September 2014 Mitglied des Ausschusses für Polizei und nationale Sicherheit (Police and National Security Committee) sowie zugleich vom 20. Januar 2012 bis zum 8. September 2014 Mitglied des Umwelt- und Naturschutzausschusses (Environment and Conservation Committee) und ferner vom 21. Juni 2012 bis am 8. September 2014 Mitglied des Ausschusses für Gesundheit und medizinische Dienste (Health and Medical Services Committee).
Dettke, der Mitglied der 2014 von Peter Boyers gegründeten Kadere Party beitrat, übernahm am 15. Dezember 2014 im dritten Kabinett von Premierminister Manasseh Sogavare zunächst wieder das Amt als Minister für Forstwirtschaft und Forschung und hatte dieses bis zum 18. August 2015 inne. Im Zuge einer Regierungsumbildung fungierte er im Anschluss vom 18. August bis am 19. Oktober 2015 noch als Minister für Kultur und Tourismus (Minister of Culture and Tourism). Nach seinem Ausscheiden aus dem Kabinett fungierte er im Nationalparlament vom 18. November 2015 bis zum 11. Mai 2017 als Mitglied des Ausschusses für Bildung und Personalschulung (Education and Human Resources Training Committee).